# Большеперелазское сельское поселение
Большеперелазское сельское поселение — муниципальное образование в составе Кумёнского района Кировской области России.
Центр — деревня Большой Перелаз.

## История
Большеперелазское сельское поселение образовано 1 января 2006 года согласно Закону Кировской области от 07.12.2004 № 284-ЗО.

## Население
| 2010 | 2012 | 2013 | 2014 | 2015 | 2016 | 2017 |
| ---- | ---- | ---- | ---- | ---- | ---- | ---- |
| 886  | ↗896 | →896 | ↘877 | ↗878 | ↘855 | ↗858 |
| 2018 | 2019 | 2020 | 2021 |      |      |      |
| ↘836 | ↗841 | ↘812 | ↘774 |      |      |      |

## Состав
В состав поселения входят 17 населённых пунктов (население, 2010):
| - деревня Большой Перелаз — 442 чел.; - деревня Башкерь — 0 чел.; - деревня Блиненки — 11 чел.; - деревня Бошляки — 0 чел.; - деревня Городчики — 22 чел.; - деревня Дудинцы — 8 чел.; - деревня Загайновцы — 2 чел.; - деревня Закаринье — 0 чел.; - деревня Кленовое 1 — 3 чел.; - деревня Кленовое 2 — 0 чел.; | - деревня Кокориха — 6 чел.; - деревня Красногорье — 9 чел.; - деревня Молоки — 1 чел.; - деревня Нелюбинцы — 0 чел.; - деревня Парфеновщина — 379 чел.; - деревня Прохориха — 0 чел.; - деревня Шуравинцы — 3 чел. |